# Armoriał
Armoriał - księga herbowa zawierająca barwne wizerunki herbów rycerskich, zazwyczaj tylko z nazwą rodu.
Pierwsze armoriały powstały w XIII wieku w Anglii i Francji. Rozpowszechniły się w XIV i XV wieku. W kilku zachodnioeuropejskich armoriałach takich jak Gelre, Złote Runo, występują także herby polskie.
Jedynym polskim armoriałem przypisywanym Janowi Długoszowi jest Insignia seu clenodia Regis et Regni Poloniae z połowy XV wieku, który jest właściwie herbarzem, zawiera charakterystyki pieczętujących się nimi rodów, nie zawiera rysunków herbów.